# Alex Ramirès
Alex Ramirès, né le 27 juin 1989 à Roussillon, est un humoriste et acteur français.

## Biographie

### Enfance et formation
Alex Ramirès est né le 27 juin 1989 à Roussillon, en Isère.
À l'âge de neuf ans, sa mère l'inscrit à un cours d’improvisation théâtrale, au sein du centre social de son quartier. À cette occasion, il se passionne notamment pour l'écriture, sous les encouragements d'Olivier Ponsot, comédien et conteur,.
Il obtient son baccalauréat d'arts plastiques, avant de partir pour Lyon en 2009, où il réalise des études d'histoire de l'art et de cinéma. Il complète sa formation en participant à la Ligue d’improvisation lyonnaise et en suivant des cours au café-théâtre Le Nombril du Monde,.

### Débuts
Il fait la rencontre de Jocelyn Flipo, auteur et metteur en scène, qui lui propose de lui écrire un sketch et de le faire monter sur les planches du festival Comic Trip qu'il organise. À cette occasion, il est approché par Cécile Mayet, directrice du café-théâtre lyonnais Le Complexe du Rire, qui lui propose de programmer un one-man-show quelques mois plus tard.
En 2010, Ramirès et Flipo écrivent un premier spectacle, Saison Hein ?, sur le thème des séries télévisées. Le jeune humoriste se produit notamment au Festival du rire de Villeneuve-sur-Lot, où il décroche le prix Coup de cœur, au Festival national des humoristes de Tournon-sur-Rhône, qui le consacre prix du public et du jury, ou encore au Festival Off d'Avignon.
La même année, il participe à cinq reprises à l'émission On n'demande qu'à en rire présentée par Laurent Ruquier. Il tient par ailleurs des rôles de personnages secondaires dans plusieurs pièces de théâtre.
En 2012, il revisite avec Jocelyn Flipo son seul-en-scène, renommé Serial Lover, qu'il joue plus de 250 fois dans toute la France. Il assure également les premières parties des spectacles d'Arnaud Tsamere et de Garnier et Sentou.

### Spectacles personnels et vidéos
À partir de 2013, il écrit seul ses nouveaux spectacles, à commencer par Alex Ramirès est un grand garçon, suivi en 2015 par Alex Ramirès fait sa crise au théâtre des Blancs Manteaux à Paris.
Âgé de vingt-cinq ans, tandis qu'il se trouve à bord d'un train en direction de Paris où il part y tenter sa chance, il fait la rencontre fortuite de l'humoriste Vincent Dedienne, qu'il avait déjà brièvement croisé sur un plateau de télévision. Les deux hommes se lient d'amitié, le second devenant peu à peu le mentor du premier. À deux reprises, Dedienne l'invite à assurer la première partie de son spectacle, qu'il joue au théâtre parisien Le Trianon.
Cette proposition lui permet d'être repéré par l'émission Quotidien présentée par Yann Barthès, qu'il intègre en 2018. Il y anime une chronique humoristique, dans laquelle il propose des critiques culturelles de disques ou de films qu'il n'a ni lus ni écoutés. Il quitte l'émission l'année suivante, afin d'assurer la tournée de son nouveau spectacle.
Toujours en 2018, il présente son quatrième spectacle intitulé Sensiblement viril, centré sur son homosexualité et la représentation de la masculinité,,. Il se produit à la Comédie de Paris, puis en tournée jusqu'en 2020. Interrompue par la pandémie de Covid-19, elle s'achève finalement en 2022, à Tahiti puis au Théâtre de l'Île à Nouméa,.
En parallèle de ses spectacles, il se fait connaitre sur YouTube grâce à ses vidéos "low-cost", dans lesquelles il reproduit plan par plan, et avec des moyens rudimentaires, de célèbres clips musicaux et scènes de films,.
En 2021, il crée une mini-série dénommée Encore vous ?, composée de 15 épisodes de trois minutes, diffusée sur MyCanal puis sur la chaîne YouTube du Studio Bagel. Prenant la forme d'un faux talk-show, il y reçoit une succession d'actrices et d'acteurs, dont Kyan Khojandi, Doria Tilliers ou encore Thomas Poitevin, incarnant des stéréotypes de séries et du cinéma.
En 2024, il présente un cinquième spectacle, Panache, dans lequel il explore la question de l'amour-propre et de l'estime de soi. Il le joue à la Comédie de Paris jusqu'en avril 2024, puis en tournée.
En 2025, il sort Le Dialogue, son premier single et clip musical, parodie d'une chanson R'n'B.

## Influences
Au nombre de ses influences, Alex Ramirès cite en premier lieu Muriel Robin, dont le sketch L’addition lui a inspiré sa passion du stand-up, ainsi que Florence Foresti, Vincent Dedienne ou encore Pierre Palmade,.

## Spectacles
- 2010 : Saison Hein ? (seul-en-scène), co-écrit avec Jocelyn Flipo
- 2012 : Serial Lover (seul-en-scène), co-écrit avec Jocelyn Flipo
- 2013 : Alex Ramirès est un grand garçon (seul-en-scène), mis en scène par Stéphane Casez
- 2015 : Alex Ramirès fait sa crise (seul-en-scène), mis en scène par Stéphane Casez
- 2018 : Sensiblement viril (seul-en-scène), mis en scène par Alexandra Bialy
- 2024 : Panache (seul-en-scène), mis en scène par Alexandra Bialy

## Télévision
- 2018 : Quotidien, émission de télévision présentée par Yann Barthès
- 2021 : Les Engagés XAOC, web-série diffusée sur France TV Slash : Frédéric Demy
- 2022 : Encore vous ?, mini-série diffusée sur MyCanal : le présentateur
- 2023 : Fleur bleue, mini-série d'Enya Baroux : le mec épilé

## Distinctions
- Prix Coup de cœur du Festival du rire de Villeneuve-sur-Lot 2012[25]
- Prix du public et du jury du Festival national des humoristes de Tournon-sur-Rhône 2012[26]